# Burkhard Stephan
Burkhard Stephan (* 4. März 1932 in Sebnitz) ist ein deutscher Ornithologe.

## Leben
Nach einer kaufmännischen Ausbildung absolvierte Stephan ein Biologie-Studium an der Humboldt-Universität zu Berlin, wo er 1964 mit der Dissertation Vergleichende Untersuchungen an den Extremitäten von Kuckucksvögeln <Cuculi, Aves> zum Doktor der Naturwissenschaften (Dr. sc. nat.) promoviert wurde. 1959 wurde er Mitarbeiter und 1968 Kustos an der ornithologischen Abteilung des Museums für Naturkunde in Berlin. Von 1972 bis 1977 war er stellvertretender Direktor des Instituts für Systematische Zoologie am Museum für Naturkunde und von 1978 bis 1982 war er stellvertretender Direktor des Museums für Naturkunde in Berlin. 1988 lehrte er als außerordentlicher Professor an der Humboldt-Universität zu Berlin. Von 1994 bis zu seinem Ruhestand im Jahr 1997 war er Leiter der ornithologischen Abteilung des Museums für Naturkunde in Berlin. 
Zu Stephans Arbeitsrichtungen zählen die funktionelle Morphologie (insbesondere die Osteologie und die Federkunde), die Evolution und Stammesgeschichte der Vögel, die Urvogelforschung sowie die Avifaunistik. Stephan veröffentlichte mehrere Sachbücher, über 240 wissenschaftliche und populärwissenschaftliche Aufsätze und über 60 Übersetzungen. 
Gemeinsam mit seinem Kollegen Karlheinz Fischer beschrieb er 1971 die ausgestorbenen Vogelarten Grus cubensis, Nesotrochis picapicensis und Dolichonyx kruegeri aus den jungpleistozänen Ablagerungen der Pío-Domingo-Höhle in Kuba.

## Schriften (Auswahl)
- Birke, Reh und Schwalbenschwanz, 1971 (deutsche Übersetzung des russischen Originals Кто в лесу живет? Что в лесу растет? von Juri Dmitrijew aus dem Jahr 1965)
- Biber, Schwan und Wasserfloh, 1971 (deutsche Übersetzung des russischen Originals В воде и у воды von Nikolai Ossipow aus dem Jahr 1965)
- Geschützte und jagdbare Vögel, 1973
- Urvögel: Archaeopterygiformes (= Die neue Brehm-Bücherei. Band 465), 1974
- Wir bestimmen Tiere, 1975
- Die Evolution der Sozialstrukturen, 1977
- Vogel und Säugetiere aus aller Welt, 1984
- Die Amsel: Turdus merula, 1985
- Tiere aus aller Welt, 1985
- Die Vögel Syriens: eine Übersicht, 1995 (mit Wolfgang Baumgart und Max Kasparek)